# Cantonul Saint-Germain-les-Belles
Cantonul Saint-Germain-les-Belles este un canton din arondismentul Limoges, departamentul Haute-Vienne, regiunea Limousin, Franța.

## Comune
| Comune                   | Populație (1999) | Cod poștal | Cod INSEE |
| ------------------------ | ---------------- | ---------- | --------- |
| Château-Chervix          | 785              | 87380      | 87039     |
| Glanges                  | 527              | 87380      | 87072     |
| Magnac-Bourg             | 1.086            | 87380      | 87088     |
| Meuzac                   | 739              | 87380      | 87095     |
| La Porcherie             | 605              | 87380      | 87120     |
| Saint-Germain-les-Belles | 1.157            | 87380      | 87146     |
| Saint-Vitte-sur-Briance  | 347              | 87380      | 87186     |
| Vicq-sur-Breuilh         | 1.303            | 87260      | 87203     |